# جواد القزويني
السيد جواد بن السيد هادي بن السيد صالح بن السيد مهدي القزويني فقيه، وعالم دين إسلامي، وشاعر عراقي من أعلام الحلة.

## المولد والنشأة
ولد سنة 1297 هـ/1880م، . في طويريج (الهندية حالياً) قبل وفاة جده الكبير بثلاث سنوات. ونشأ على حب العلم والكمال ودرس مبادئ العلوم على عمه السيد أحمد ثم أرسله أبوه إلى النجف، وألحقه بأخويه: السيد محيي والسيد باقر، وهما أصغر منه سناً فنالوا قسطاً كبيراً من الفقه على جملة من أعلام النجف.

## أساتذته
- الميرزا حسين الحاج خليل.
- الشيخ مهدي المازندراني.
- الملا كاظم الخراساني.

## العودة إلى طويريج
عاد السيد الجواد القزويني إلى طويريج مزوّداً بجملة من شهادات مشايخه الأعلام والتي تخوله نشر الأحكام.
كانت أيام العطل الصيفية هي مواسم المطارحات الأدبية والمبارات الشعرية مضافاً إلى ولعه الشديد بمطالعة كتب الأدب والشعر والأخبار وسيرة أهل البيت حتى ألّف من ذلك مجاميع تضم النوادر والفوائد والشواهد.